# Finch (Rapper)

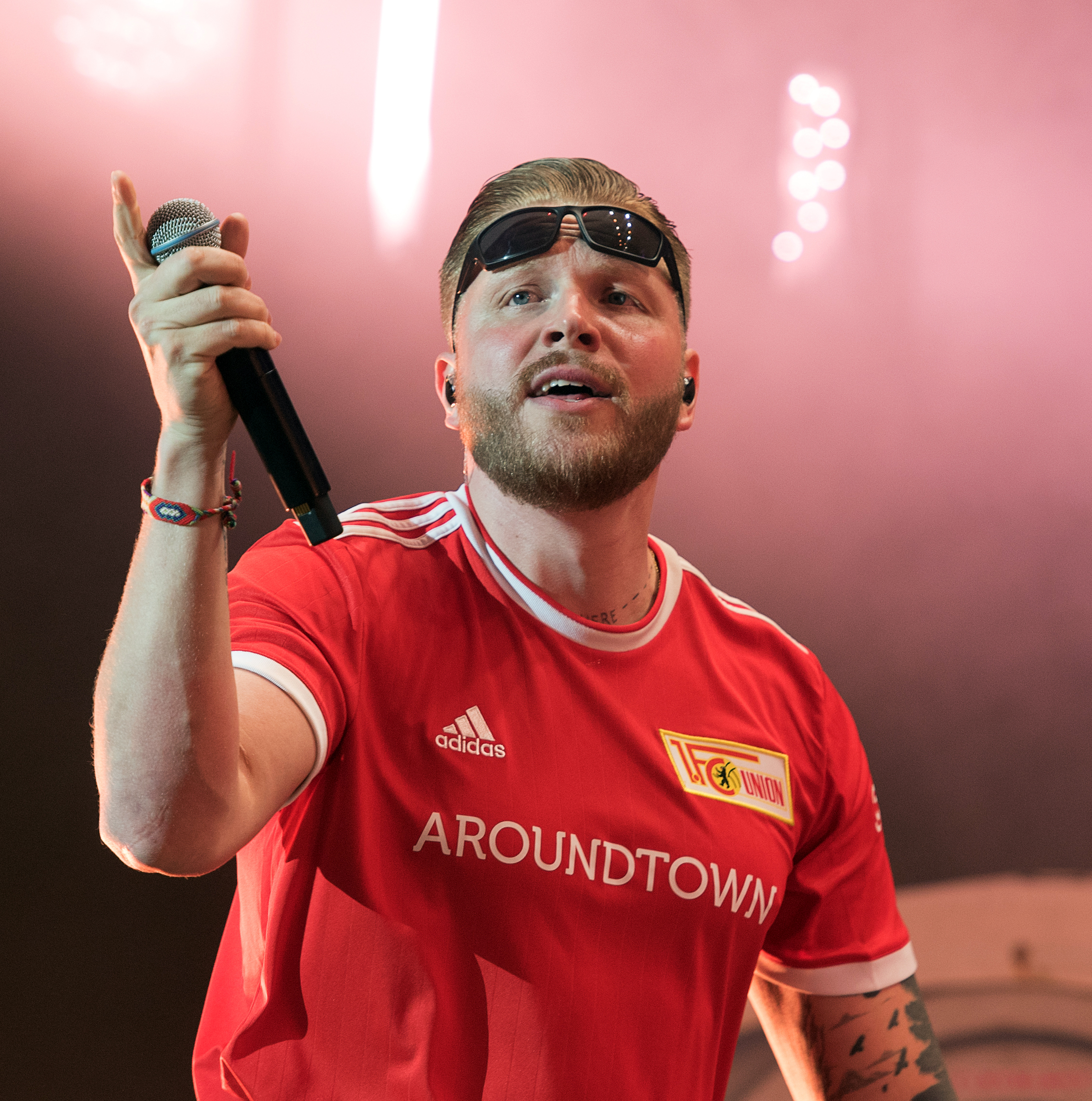
Finch bei Rock im Park 2023

Finch, bis 2021 Finch Asozial (* 13. April 1990 in Frankfurt (Oder), bürgerlich Nils Wehowsky, Eigenschreibweise FiNCH bzw. FiNCH ASOZiAL), ist ein deutscher Rapper.

## Leben und Karriere
Wehowsky wurde in Frankfurt (Oder) geboren und wuchs in Fürstenwalde auf. Er machte eine Ausbildung zum Mechatroniker. Im Anschluss arbeitete er fünf Jahre in der freien Wirtschaft, bevor er ein Studium der Elektrotechnik antrat. Er lebt seit 2013 in Berlin-Lichtenberg, wo er aus beruflichen Gründen hinzog.
Erstmals Bekanntheit erlangte Wehowsky durch seine Teilnahme am Battlerapformat Rap am Mittwoch. Des Weiteren betreibt er einen YouTube-Kanal, auf dem er seit 2014 regelmäßig eigene Lieder hochlädt. Seine Debütsingle Ostdeutscher Hasselhoff erschien im August 2016. Im August 2018 folgte die EP Fliesentisch Romantik. Im Juli 2018 nahm er am TopTierTakeover teil, bei dem es zu einem Rap-Battle zwischen ihm und Clep kam. Das Video dazu wurde über eine Million Mal angeklickt. Sein Chartdebüt gelang ihm mit der Single Abfahrt, die im Dezember 2018 erschien. Nach zwei Wochen schaffte es das Lied bis auf Platz 63 der deutschen Singlecharts. Das Video zum Song erreichte über 20 Millionen Aufrufe. Am 8. März 2019 erschien sein erstes Studioalbum Dorfdisko und erreichte auf Anhieb Platz zwei der deutschen Albumcharts. Am 14. Februar 2020 wurde sein zweites Album Finchi’s Love Tape veröffentlicht, das ebenfalls Rang zwei der Charts belegte. 2020 startete er einen Twitch-Kanal als „sweetfinchiboy90“ und spielt dort regelmäßig Spiele. Mit dem Lied Herzalarm mit Stilmitteln des 90er Jahre Happy Hardcore – in Zusammenarbeit mit Blümchen – erreichte er 2021 seinen bisher größten Charterfolg.
Anfang Mai 2021 gab er via Instagram bekannt, dass er fortan nur noch unter dem Künstlernamen Finch auftreten werde, zuvor hatte er bereits unter anderem seine Social-Media-Kanäle umbenannt, auch seine Single Keine bösen Wörter veröffentlichte er Anfang April 2021 bereits ohne den Zusatz „Asozial“. Als Grund nannte er, dass er nicht möchte, dass „Leute meine Musik – ohne mich zu kennen, ohne meine Musik jemals gehört zu haben – […] vorverurteilen“. Sein drittes Album Rummelbums wurde am 17. Februar 2022 veröffentlicht und erreichte Platz eins der deutschen Albumcharts. Am 20. April 2023 erschien sein viertes Album Dorfdisko zwei, das wiederum die Chartspitze in Deutschland belegte. In der Nacht zum 4. August 2024 trat er in einem Battle als Abschluss gegen Hämatom beim Wacken Open Air auf.
Wehowsky ist Vater einer Ende 2022 geborenen Tochter, wie er 2023 bekannt gab.
Im Oktober 2024 nahm Wehowsky an der zweiten Staffel von Big Brother Knossi Edition teil und erreichte dort den dritten Platz.

## Stil
Seine simplen, gewollt provokant anmutenden Texte sind oftmals in vulgärer Sprache verfasst und geprägt von Ostalgie und einer größtenteils positiven Einstellung gegenüber Ostdeutschland und exzessivem Drogenkonsum. Seine Ästhetik soll laut eigenem Verständnis an die DDR der 1980er Jahre angelehnt sein. Er bedient sich dabei Elementen des deutschen Porno-Raps der frühen 2000er Jahre und spricht durch sein kindisch-provokantes Gebaren vor allem ein junges Publikum an.

## Rezeption
Die Frauenrechtsorganisation Terre des Femmes kritisierte verschiedene Liedtexte Finchs als frauenfeindlich und sexistisch. Dazu gehören unter anderem Richtig saufen (2017) und Sex & Gewalt (2018). Finch reagierte mit Beleidigungen gegenüber Terre des Femmes und forderte seine Fans zur Gegenwehr auf. 2021 veröffentlichte Finch eine neue Version seines Lieds Fick mich Finch (2018) in der Stellen mit sexualisierter Gewalt ersetzt wurden.
In der Rapmusik-Rubrik Doubletime von Laut.de wurden 2023 Finchs Äußerungen unter anderem zu COVID-19 und gegen die Berliner Grünen kritisiert, durch die er Applaus aus rechten Kreisen bekäme. Im Lied Wenn du dumm bist (2025) parodierte Finch rechte und rechtsextreme Denkweisen. Nach einer Parodie des Liedes durch Künstler des rechten Labels NDS kündigte Finch an, die GEMA-Einnahmen an die linke Punkband Feine Sahne Fischfilet zu spenden.

## Diskografie
Studioalben

| Jahr              | Titel Musiklabel                               | Höchstplatzierung, Gesamtwochen, AuszeichnungChartplatzierungen (Jahr, Titel, Musiklabel, Platzierungen, Wochen, Auszeichnungen, Anmerkungen) | Höchstplatzierung, Gesamtwochen, AuszeichnungChartplatzierungen (Jahr, Titel, Musiklabel, Platzierungen, Wochen, Auszeichnungen, Anmerkungen) | Höchstplatzierung, Gesamtwochen, AuszeichnungChartplatzierungen (Jahr, Titel, Musiklabel, Platzierungen, Wochen, Auszeichnungen, Anmerkungen) | Anmerkungen                            |
| Jahr              | Titel Musiklabel                               | DE | AT | CH | Anmerkungen                            |
| ----------------- | ---------------------------------------------- | --- | --- | --- | -------------------------------------- |
| als Finch Asozial |                                                | | | |                                        |
|                   |                                                | | | |                                        |
| 2019              | Dorfdisko Walk This Way Records (WMG)          | DE2 (9 Wo.)DE | AT18 (1 Wo.)AT | CH32 (1 Wo.)CH | Erstveröffentlichung: 8. März 2019     |
| 2020              | Finchi’s Love Tape Walk This Way Records (WMG) | DE2 (9 Wo.)DE | AT4 (1 Wo.)AT | CH17 (1 Wo.)CH | Erstveröffentlichung: 14. Februar 2020 |
| als Finch         |                                                | | | |                                        |
|                   |                                                | | | |                                        |
| 2022              | Rummelbums Walk This Way Records (UMG)         | DE1 (5 Wo.)DE | AT23 (2 Wo.)AT | CH9 (1 Wo.)CH | Erstveröffentlichung: 17. Februar 2022 |
| 2023              | Dorfdisko zwei Walk This Way Records (UMG)     | DE1 (48 Wo.)DE | — | — | Erstveröffentlichung: 20. April 2023   |
| 2025              | Schluss mit lustig Walk This Way Records (UMG) | DE1 (7 Wo.)DE | AT5 (2 Wo.)AT | CH80 (1 Wo.)CH | Erstveröffentlichung: 6. Februar 2025  |

## Auszeichnungen
Bravo Otto
- 2024: Kategorie: "Rap/Hip-Hop National" (Bronze)[25]

## Dokumentation
- Fixstern FiNCH. Wie FiNCH zur Ikone junger Ostdeutscher wurde. Reihe Ossiversum stabil? – Jung im Osten, Folge 6. ZDF 2024, 20 Minuten.